# دولت محمد غازی الجلالی
دولت محمد غازی الجلالی (به عربی: حكومة محمد غازي الجلالي)، پس از انتصاب توسط رئیس‌جمهور وقت سوریه، بشار اسد، در ۲۳ سپتامبر ۲۰۲۴ تشکیل شد و شورای وزیران جدید در ۲۴ سپتامبر ۲۰۲۴ پس از انتخابات ۲۰۲۴ مجلس سوریه که در ۱۵ ژوئیه ۲۰۲۴ برگزار شد، سوگند یاد کرد. این دولت جایگزین وزارت موقتی شد که در ژوئیه تشکیل شده بود. این دولت نود و ششمین دولت سوریه از زمان استقلال از امپراتوری عثمانی در سال ۱۹۱۸ و نهمین و آخرین دولت در دوران ریاست‌جمهوری بشار اسد و همچنین آخرین دولت سوریه بعثی بود.